# Selenia rosea
Selenia rosea är en fjärilsart som beskrevs av Smith 1950. Selenia rosea ingår i släktet Selenia och familjen mätare. Inga underarter finns listade i Catalogue of Life.